# Sony Alpha DSLR-A200
Sony Alpha DSLR-A200 — третья модель в семействе DSLR Sony. Камера относится к начальному уровню и призвана заменить снимаемую с производства А100. А200 была анонсирована в январе 2008 и поступила в продажу в феврале.

## Основные отличия от А100
- Увеличена диагональ дисплея с 2.5 до 2.7 дюйма (количество пикселей не изменилось — 230 000)
- Применён новый тип аккумулятора с несколько большей ёмкостью и технологией InfoLithium (с возможностью узнать остаток заряда в процентах)
- Появилась возможность подключать батарейную ручку
- Новый формат записи RAW+JPEG
- Выше ISO чувствительность с 1600 до 3200
- Улучшен алгоритм автофокуса
- Исчезла кнопка проверки ГРИП